# Важиха, Роберт
Ро́берт Важи́ха (пол. Robert Warzycha; 20 августа 1963, Семковице, Польша) — польский футболист и футбольный тренер.

## Биография

### Клубная карьера
Важиха начал свою карьеру в клубе «Будовлани Дзялошин» в сезоне 1983/84. Следующие полтора сезона выступал за «Варту Серадз». В Первой лиге дебютировал в составе «Гурника Валбжих», где провёл два неполных сезона. Провёл четыре неполных сезона за «Гурник Забже», где стал чемпионом Польши в сезоне 1987/88 и обладателем Суперкубка Польши в 1988 году.
В 1991 году Важиха перешёл в английский «Эвертон» за 500 тыс. фунтов стерлингов. Важиха стал одним из 13 игроков, не являющихся уроженцами Британских островов, которые сыграли в стартовом туре дебютного розыгрыша Премьер-лиги в сезоне 1992/93. 19 августа 1992 года он помог «Эвертону» разгромить «Манчестер Юнайтед» со счётом 3:0, став первым игроком из-за пределов Британских островов, забившим гол в Премьер-лиге.
В 1994 году перешёл в венгерский «Печ Мечек». В сезоне 1995/96 играл за «Кишпешт-Гонвед», с которым выиграл Кубок Венгрии.
4 июня 1996 года Важиха подписал контракт с клубом MLS «Коламбус Крю». В новообразованной высшей лиге США дебютировал 19 июня 1996 года в матче против «Колорадо Рэпидз». В матче против «Колорадо Рэпидз» 7 июля 1996 года забил свой первый гол в MLS. Забил гол в Матче всех звёзд MLS 1997. Принял участие в Матче всех звёзд MLS 1999. В январе 2000 года Важиха получил тренерскую лицензию Федерации футбола США категории «B». 25 марта 2000 года забил первый в истории MLS «золотой гол» в регулярном чемпионате, реализовав штрафной удар в дополнительное время овертайма матча против «Сан-Хосе Эртквейкс». По итогам сезона 2000, в котором забил шесть голов и отдал 13 голевых передач, был признан самым ценным игроком «Крю». В сезоне 2001 из-за вывиха сухожилия левой лодыжки пропустил 14 недель, с конца апреля до начала августа. 17 января 2002 года Важиха перезаключил контракт с «Коламбус Крю», также став ассистентом главного тренера Грега Андрюлиса. 16 декабря 2002 года Важиха завершил игровую карьеру и остался в «Коламбус Крю» в качестве ассистента главного тренера Андрюлиса.

### Международная карьера
За сборную Польши Важиха дебютировал 11 ноября 1987 года в матче квалификации чемпионата Европы 1988 против сборной Кипра. Всего за сборную Польши сыграл 47 матчей в период с 1987 по 1993 год, забив семь голов.

### Тренерская карьера
После увольнения Грега Андрюлиса 12 июля 2005 года Важиха временно исполнял обязанности главного тренера. После того как 20 октября 2005 года в клуб пришёл Зиги Шмид, он вернулся на позицию ассистента. После того как Шмид ушёл в «Сиэтл Саундерс», 22 декабря 2008 года Важиха был назначен главным тренером «Коламбус Крю». В сезоне 2009 клуб победил в регулярном чемпионате, завоевав Supporters’ Shield, и он номинировался на звание тренера года в MLS. 13 августа 2010 года «Коламбус Крю» задействовал опцию продления контракта Важихи на сезон 2011. 1 сентября 2011 года Важиха подписал новый многолетний контракт с «Коламбус Крю». 2 сентября 2013 года Важиха был уволен из «Коламбус Крю».
12 марта 2014 года Важиха был назначен главным тренером «Гурника Забже», подписав с клубом трёхлетний контракт. 1 июля 2014 года Важиха перешёл на должность спортивного директора «Гурника Забже», так как Польский футбольный союз запретил ему тренировать в Экстракласе из-за отсутствия у него европейской тренерской лицензии «УЕФА Про». 16 июля 2015 года Важиха смог официально возглавить «Гурник Забже», получив условную лицензию «УЕФА Про». 13 августа 2015 года Важиха был уволен из «Гурника Забже».

### Личная жизнь
Сын Роберта Важихи — Конрад, также стал футболистом.

## Достижения
Как игрока
Командные
 «Гурник Забже»
- Чемпион Польши: 1987/88
- Обладатель Суперкубка Польши: 1988

 «Гонвед»
- Обладатель Кубка Венгрии: 1995/96

 «Коламбус Крю»
- Обладатель Открытого кубка США: 2002

Индивидуальные
- Участник Матча всех звёзд MLS: 1997, 1999

Как тренера
Командные
 «Коламбус Крю»
- Победитель регулярного чемпионата MLS: 2009